# MPU-Vorbereitung
„MPU-Vorbereitung“ ist ein veralteter Begriff mit diffusem Bedeutungshorizont. Anforderungsprofile und Qualitätskriterien für dieses Tätigkeitsfeld fehlen. Primäres Ziel der MPU-Vorbereitung ist das erfolgreiche Bestehen der medizinisch-psychologischen Untersuchung. Häufig wird MPU-Vorbereitung fälschlich mit Fahreignungsberatung oder verkehrspsychologischer Therapie gleichgesetzt, die auf Verhaltens- und Einstellungsänderung zielen (vgl. und ).
Zur MPU-Vorbereitung finden sich vielfältige Angebote fachfremder „Experten“, häufig ehemals Betroffener, und diverse Internetforen unterschiedlicher Qualität. Ausgebildete Verkehrspsychologen, die verkehrspsychologische Beratung im Vorfeld der medizinisch-psychologischen Untersuchung betreiben, grenzen sich scharf davon ab.
Im deutschen Fahrerlaubnissystem ist die medizinisch-psychologische Untersuchung als Entscheidungshilfe für die Fahrerlaubnisbehörden in Führerscheinangelegenheiten gesetzlich geregelt, nicht aber die Beratung im Vorfeld der MPU. Hier finden sich neben selbstständigen Beratern und lokalen Selbsthilfegruppen auch bundesweit tätige zertifizierte oder akkreditierte Organisationen, die Qualitätssicherung betreiben. Gesetzlich geregelt ist, dass die Begutachtungsstellen für Fahreignung selbst keine Beratung anbieten und auch keine individuellen Empfehlungen geben dürfen. Häufig werden kostenlose Informationsveranstaltungen angeboten, damit die Betroffenen sich ein persönliches Bild machen können und Schwellenängste im Vorfeld der MPU abbauen.
Die sogenannte MPU-Vorbereitung unterliegt einem ungeregelten, teils aggressiven Wettbewerb. Dies erschwert konkrete Empfehlungen im Sinne des Verbraucherschutzes. Bemängelt wird vielfach das Fehlen eines fachlich fundierten Veränderungskonzepts mit integrierten Interventionsschritten (z. B. nach dem TOTE-Modell). Führerscheinstellen legen zwar häufig Informationsmaterial von Anbietern der MPU-Vorbereitung aus, geben in der Regel jedoch keine konkreten Empfehlungen. Somit bleibt es den Betroffenen überlassen, ob sie eine seriöse und langfristig erfolgversprechende Beratung finden. Unqualifizierte MPU-Beratung kann die führerscheinlose Zeit erheblich verlängern.
Qualifizierte Anbieter bieten einen transparenten Service und geeignetes Informationsmaterial. Sie vermeiden den abwertenden Begriff „Idiotentest“ und setzen nicht auf Werbung mit „Erfolgsquoten“.

## Auswahlkriterien des BDP
Der Berufsverband Deutscher Psychologinnen und Psychologen (BDP) bietet Hilfestellung beim Erkennen problematischer Anbieter. Wegen der verbreiteten unseriösen Geschäftspraktiken genießt das Arbeitsgebiet teilweise einen fragwürdigen Ruf. Abgeraten wird dabei von Anbietern mit „Geld-zurück-Garantie“, unbelegten Erfolgsversprechen oder Paket-Angeboten. Seriöse Vorbereiter bieten zwar kostenlose Informationsabende oder Informationsgespräche an, aber diese beziehen sich allgemein auf die MPU. Eine individuelle Beratung zu den persönlichen Voraussetzungen zur Belassung bzw. Wiedererteilung der Fahrerlaubnis erfolgt hingegen bei seriösen Beratern in einem kostenpflichtigen Erstgespräch. Dieses Erstgespräch beinhaltet die diagnostische Einordnung laut Beurteilungskriterien und gibt realistische Hinweise auf die Erfolgsaussichten sowie zeigt Möglichkeiten auf, die noch bestehenden Defizite aufzuarbeiten.
Die Beratung im Vorfeld einer MPU sollte sich nicht allein auf das Bestehen der MPU richten (Schauspielunterricht). Empfohlen werden fachlich gut ausgebildete Berater, in der Regel Diplom-Psychologen mit einschlägigen Qualifikationen, die sich einer Qualitätssicherung unterziehen. Angesichts der Komplexität der Fragestellungen und der zunehmend anspruchsvollen Beurteilungskriterien für die MPU wird die Beratung durch diagnostisch geschulte Berater (z. B. ehemalige Gutachter) empfohlen.
So ist es für Laien oft schwierig zu beurteilen, ob ein abstinenzpflichtiger Substanzmissbrauch vorliegt. In diesem Fall müssen Stabilisierungszeiträume eingehalten werden, die aufwendig zu belegen sind (sog. Screenings) und deren Dauer differenziert geregelt ist. In vielen anderen Fällen sind solche medizinischen Maßnahmen nicht erforderlich. Sie können sogar kontraindiziert sein, wenn es viel mehr auf die sorgfältige psychologische Reflexion und therapeutische Aufarbeitung ankommt.

## Kritik
Einrichtungen, die die medizinisch-psychologische Untersuchung anbieten (Begutachtungsstellen für Fahreignung), sehen gesetzlichen Regelungsbedarf. Wildwuchs und unseriöses Geschäftsgebaren sollten im Interesse der Betroffenen und der Verkehrssicherheit eingedämmt werden. Eine solide und qualifizierte MPU-Vorbereitung umfasst auch den Nachweis, dass die angebotenen Maßnahmen wirksam waren (sog. Realbewährung nach der Neuerteilung der Fahrerlaubnis).
Angesichts der weitreichenden Folgen des Entzugs der Fahrerlaubnis für die Betroffenen und die öffentliche Sicherheit stellt sich die Frage der Qualitätssicherung der MPU-Vorbereitung. Zunehmend diskutiert wird die Forderung nach Zertifizierung und strikten Wirksamkeitskontrollen.